# Червоное Озеро (Кировоградская область)
Червоное Озеро (укр. Червоне Озеро) — село в Долинской городской общине Кропивницкого района Кировоградской области Украины.
До 2020 года входило в состав Долинского района
Население по переписи 2001 года составляло 441 человек. Почтовый индекс — 28505. Телефонный код — 5234. Занимает площадь 0,824 км². Код КОАТУУ — 3521984908.